# Oocystaceae
Oocystaceae породица је зелених алги у реду Chlorococcales. Тренутно броји преко 260 врста.

## Родови
1. Amphikrikos Korshikov
2. Catenocystis F.Hindák
3. Cerasterias Reinsch
4. Chodatella Lemmermann
5. Chodatellopsis Korshikov
6. Chondrosphaera Skuja
7. Coenolamellus Proshkina-Lavrenko
8. Conradia Kufferath
9. Crucigeniella Lemmermann
10. Cryocystis E.Kol ex Komárek & Fott
11. Dactylococcus Nägeli
12. Didymocystis Korshikov
13. Ecballocystis Bohlin
14. Ecballocystopsis Iyengar
15. Ecdysichlamys G.S.West
16. Echinocoleum C.-C.Jao & K.T.Lee
17. Elongatocystis L.Krienitz & C.Bock
18. Eremosphaera De Bary
19. Ettliella F.Hindák
20. Fotterella R.Buck
21. Franceia Lemmermann
22. Glochiococcus G.B.De Toni
23. Gloeocystopsis G.M.Smith
24. Gloeotaenium Hansgirg
25. Gloxidium Korshikov
26. Granulocystis Hindák
27. Granulocystopsis Hindák
28. Hemichloris Tschermak-Woess & Friedmann
29. Hyalochlorella R.O.Poyton
30. Jaagichlorella Reisigl
31. Juranyiella Hortobagyi
32. Keriochlamys Pascher
33. Kirchneriellosaccus A.K.M.N.Islam
34. Lagerheimia Chodat
35. Makinoella Okada
36. Makinoelloideae Stenclová
37. Micracantha Korshikov
38. Mycacanthococcus Hansgirg
39. Mycotetraedron Hansgirg
40. Nephrochlamys Korshikov
41. Nephrocytium Nägeli
42. Oocystaenium Gonzalves & Mehra
43. Oocystella Lemmermann
44. Oocystidium Korshikov
45. Oocystis Nägeli ex A.Braun
46. Oocystopsis Heynig
47. Oonephris Fott
48. Ooplanctella Pazoutova, Skaloud & Nemjova
49. Pachycladella P.C.Silva
50. Palmellococcus Chodat
51. Pilidiocystis Bohlin
52. Planctonema Schmidle
53. Planctonemopsis Liu, Zhu, Liu, Hu & Liu
54. Planktosphaerella Reisigl
55. Pseudobohlina Bourrelly
56. Pseudochlorococcum P.A.Archibald
57. Pseudococcomyxa Korshikov
58. Quadricoccus Fott
59. Rayssiella Edelstein & Prescott
60. Reinschiella De Toni
61. Rhombocystis J.Komárek
62. Saturnella Mattauch & Pascher
63. Schizochlamydella Korshikov
64. Scotiella Fritsch
65. Selenoderma K.Bohlin
66. Sestosoma Hortobagyi
67. Siderocystopsis E.M.F.Swale
68. Tetrachlorella Korshikov
69. Thelesphaera Pascher
70. Trigonidiella P.C.Silva
71. Trochiscia Kützing